# Meloe bilineatus
Meloe bilineatus là một loài bọ cánh cứng trong họ Meloidae. Loài này được Aragona miêu tả khoa học năm 1830.